# تود روبنسون كالدويل
تود روبنسون كالدويل (بالإنجليزية: Tod Robinson Caldwell)‏ هو محامي وسياسي أمريكي، ولد في 19 فبراير 1818 في مورغانتون في الولايات المتحدة، وتوفي في 11 يوليو 1874 في رالي في الولايات المتحدة بسبب كوليرا. حزبياً، نشط في حزب اليمين والحزب الجمهوري.

## مناصب
- انتخب نائب حاكم شمال كارولينا [الإنجليزية]‏ (1868 – 1871).
- انتخب عضو مجلس ولاية كارولاينا الشمالية (1842 – 1850).
- انتخب عضو مجلس نواب كارولينا الشمالية.
- انتخب حاكم كارولينا الشمالية [الإنجليزية]‏ (22 مارس 1871 – 11 يوليو 1874).